# ييبيس
ييبيس (بالإنجليزية: Yepes)‏ هي بلدية ومدينة في منطقة الحكم الذاتي كاستيا-لا مانتشا وتقع في مقاطعة طليطلة في وسط إسبانيا. تبلغ مساحة هذه المدينة 85 (كم²)، ويبلغ عدد سكانها 5200 نسمة حسب إحصاء المعهد الوطني الإسباني سنة 2009 م.

## وصلات خارجية
- http://www.yepes.es/